# Saccharomyces cerevisiae
Пекарские дрожжи:96,102 (лат. Saccharomyces cerevisiae) — вид одноклеточных микроскопических (5—10 мкм в диаметре) грибов (дрожжей) из класса сахаромицетов, широко используемый в производстве алкогольной и хлебопекарной продукции, а также в научных исследованиях. В 1996 году пекарские дрожжи стали первыми эукариотами, чей геном был полностью секвенирован.

## Жизненный цикл
Клетки Saccharomyces cerevisiae размножаются вегетативным образом при помощи почкования. Сначала появляется вырост на материнской клетке, затем происходит митотическое деление ядра, образование клеточной стенки и отделение клеток друг от друга. На материнской клетке остается шрам от почкования, что позволяет определить её возраст. Обычно материнская клетка может образовывать 20—30 почек.
Клетки дрожжей могут пребывать в одном из двух стабильных состояниях (фазах): гаплоидном (сфероиды) и диплоидном (эллипсоиды), которые считаются различными поколениями. В течение каждой фазы пекарские дрожжи размножаются вегетативно почкованием. По продолжительности у пекарских дрожжей преобладает диплоидная фаза. Она переходит в гаплоидную фазу путём образования гаплоидных аскоспор в результате мейоза. Гаплоидная фаза переходит в диплоидную путём слияния образовавшихся из аскоспор гаплоидных клеток:96-97.
Для выращивания оптимальными условиями является раствор дрожжевого экстракта с температурой 30 °C, содержащий пептон и глюкозу.

## Научное значение
Saccharomyces cerevisiae — один из наиболее изученных модельных организмов, на примере которого происходит исследование клеток эукариотов, они легко выращиваются и имеют низкую патогенность для человеческого организма. По сравнению с кишечной палочкой (Escherichia coli), клетка дрожжей содержит в несколько раз больше ДНК и имеет более сложную организацию, чем бактерии. Клетки сохраняют жизнеспособность даже с множественными генетическими маркерами в своем генотипе, что существенно с точки зрения генной инженерии.

## Использование в качестве пробиотика
Дрожжи Saccharomyces cerevisae используются в медицине и животноводстве в качестве пробиотика. В частности, в медицине нашёл применение штамм Saccharomyces cerevisae var. boulardii.
Ряд клинических исследований показал возможную пользу S. cerevisae var. boulardii для предотвращения или лечения некоторых кишечных заболеваний. Имеются доказательства умеренного качества в пользу эффективности данного пробиотика для снижения риска диареи при лечении антибиотиками (как у детей, так и у взрослых), а также для снижения риска возникновения побочных эффектов при эрадикации Helicobacter pylori. Кроме того, имеются некоторые данные в пользу эффективности S. cerevisae var. boulardii для предотвращения (но не лечения) «диареи путешественников», а также в качестве вспомогательного средства при лечении острой диареи у взрослых и детей и хронической диареи у детей.
Saccharomyces cerevisae var. boulardii считается безопасным в качестве лекарственного средства. В ходе клинических испытаний этот пробиотик хорошо переносился пациентами, и частота нежелательных эффектов была сходной с их частотой в контрольных группах. В ходе клинических испытаний не было зафиксировано ни одного случая фунгемии, вызванной этим микроорганизмом.
В то же время в клинической практике отмечаются случаи фунгемии, вызванной Saccharomyces cerevisiae и, в частности, Saccharomyces cerevisiae var. boulardii. Группу риска составляют больные с иммунодефицитом, а также больные с центральным венозным катетером. Некоторые специалисты полагают, что S. cerevisiae var. boulardii не следует использовать для лечения таких лиц, тогда как другие считают, что необходимо только соблюдать должную осторожность.

## Saccharomyces cerevisiaeкак возбудитель болезней у людей
Saccharomyces cerevisiae является оппортунистическим патогеном сравнительно низкой вирулентности. Несмотря на широкое применение этого микроорганизма как в промышленности, так и в домашних условиях, случаи вызванных им инфекций встречаются нечасто. Дрожжи данного вида встречаются на коже, на слизистых ротовой полости, глотки, желудочно-кишечного тракта и влагалища здоровых людей. В частности, одна обзорная публикация, обобщившая данные ряда исследований, указывает на наличие S. cerevisiae в 6 % образцов, взятых из кишечника здоровых людей. Некоторые специалисты считают S. cerevisiae частью здоровой микрофлоры желудочно-кишечного тракта, дыхательных путей и влагалища человека. Другие предполагают, что дрожжи этого вида, обнаруживаемые в организме человека, имеют внешнее происхождение (поступают с пищей) и могут задерживаться лишь в течение некоторого времени. Так, эксперименты показывают, что при намеренном приёме дрожжей данного вида здоровыми добровольцами, они исчезают из кишечника в течение пяти дней после прекращения приёма.
При определённых условиях, например, при снижении иммунитета, Saccharomyces cerevisiae может вызвать у человека инфекционное заболевание. В частности, данный грибок иногда вызывает у женщин вагинит. По данным ряда исследований доля вагинитов, вызванных S. cerevisiae, может составлять 0,45-1,06 % от всех случаев вагинита, вызванного дрожжевыми грибками. В некоторых случаях женщины, страдающие вагинитом, вызванным S. cerevisiae, находились в интимных отношениях с мужчинами, работающими в пекарнях или пиццериях, и было установлено совпадение штаммов S. cerevisiae из образцов из влагалища этих женщин, со штаммами, используемыми их интимными партнёрами в работе, причём образцы тех же штаммов были обнаружены и на руках мужчин. В то же время отмечалось отсутствие в научной литературе (по состоянию на 1999 год) сообщений о подобном заболевании у женщин, которые сами работали в пекарнях. Отдельные случаи вагинита, вызванного S. cerevisiae, связывались медиками с использованием дрожжей для домашней выпечки. Также известны случаи инфекций ротовой полости и глотки, вызванных S. cerevisiae.

### Инвазивные и системные инфекции
В редких случаях Saccharomyces сerevisiae вызывает инвазивные инфекции (то есть заражает магистральный кровоток или другие жидкие среды организма, которые в норме должны быть стерильны, или внутренние органы, например, лёгкие, печень, селезёнку). Такая инфекция может стать системной, то есть затронуть несколько органов. Инвазивные микозы, вызванные Saccharomyces сerevisiae, — весьма опасны — смертность составляет более 30 % даже при проведении лечения.
По сравнению с инвазивными инфекциями, вызванными Candida albicans, инвазивные инфекции, вызванные S. сerevisiae — довольно редки, даже у пациентов, ослабленных раковыми заболеваниями. Так S. сerevisiae вызывает от 1 % до 3,6 % госпитальных фунгемий.
Воротами инвазивной инфекции, вызванной Saccharomyces cerevisiae, могут стать: транслокация со слизистой (например, ротовой полости или кишечника) или загрязнённый венозный/артериальный катетер. Предрасполагающими факторами для таких инвазивных инфекций являются: наличие венозного/артериального катетера, приём антибиотиков и иммунодефицит, который может быть вызван, в частности, СПИДом, лейкемией или некоторыми медицинскими вмешательствами (например, трансплантацией костного мозга).
40 % инвазивных микозов, вызванных Saccharomyces cerevisiae, приходятся на штамм S. cerevisiae boulardii, используемый в качестве пробиотика. Многие из этих случаев связаны непосредственно с намеренным медицинским употреблением S. cerevisiae boulardii, в других случаях имеет место госпитальная инфекция, связанная с занесением патогена в венозный/артериальный катетер через руки медицинского персонала либо, возможно, из воздуха, куда сухие дрожжи попадают при вскрытии пакетика с S. cerevisiae boulardii (когда медработник вскрывает пакетик, чтобы дать лекарство одному из пациентов, находящихся в палате). По сравнению с другими штаммами S. cerevisiae штамм S. cerevisiae var. boulardii чаще вызывает инвазивные инфекции у людей, не страдающих иммунодефицитом, хотя подобные осложнения являются очень редкими в практике терапевтического применения данного пробиотика.
Известен случай, когда грибок Saccharomyces cerevisiae был обнаружен в одиночном лёгочном узле, хирургически удалённом из лёгкого человека, профессиональная деятельность которого была связана с регулярным пребыванием в различных пекарнях. Предполагается, что источником инфекции в данном случае стало вдыхание порошка сухих дрожжей.

### Сравнительная вирулентность различных штаммов
Вирулентность различных штаммов Saccharomyces cerevisiae — различна. Большинство штаммов, встречающихся в естественной среде, неспособны к росту при температурах выше 35 °C, характерных для тела человека и других млекопитающих. Вирулентные штаммы, однако, способны к росту при температурах выше 37 °C и часто до 39 °C, иногда даже до 42 °C. Способностью к росту при температурах выше 37 °C обладают и некоторые штаммы, используемые в промышленности. Согласно требованиям Европейского агентства по безопасности продуктов питания, штаммы Saccharomyces cerevisiae, способные к росту при температуре более 37 °C для того, чтобы получить презумпцию безопасности, должны не иметь резистентности к противогрибковым лекарственным препаратам.
Способность к росту при сравнительно высоких температурах — не единственный фактор, влияющий на вирулентность штамма.
Признаками вирулентности штамма Saccharomyces cerevisiae часто считают:
- способность выделять определённые энзимы, такие как протеиназа[8] и фосфолипаза[10];
- склонность к инвазивному росту (то есть к внедрению внутрь питательной среды)[10];
- способность к адгезии к клеткам млекопитающих[10];
- резистентность к воздействию перекиси водорода (перекись водорода выделяется макрофагами и играет роль в их воздействии на чужеродные микроорганизмы)[10];
- вообще резистентность к воздействиям со стороны иммунной системы человека или способность к воздействию на саму иммунную систему[10].

Некоторые исследователи также считают признаком вирулентности способность к формированию псевдогиф, хотя другие полагают, что эта способность в одинаковой мере характерна как для вирулентных, так и невирулентных штаммов.